# Населённые пункты Токелау

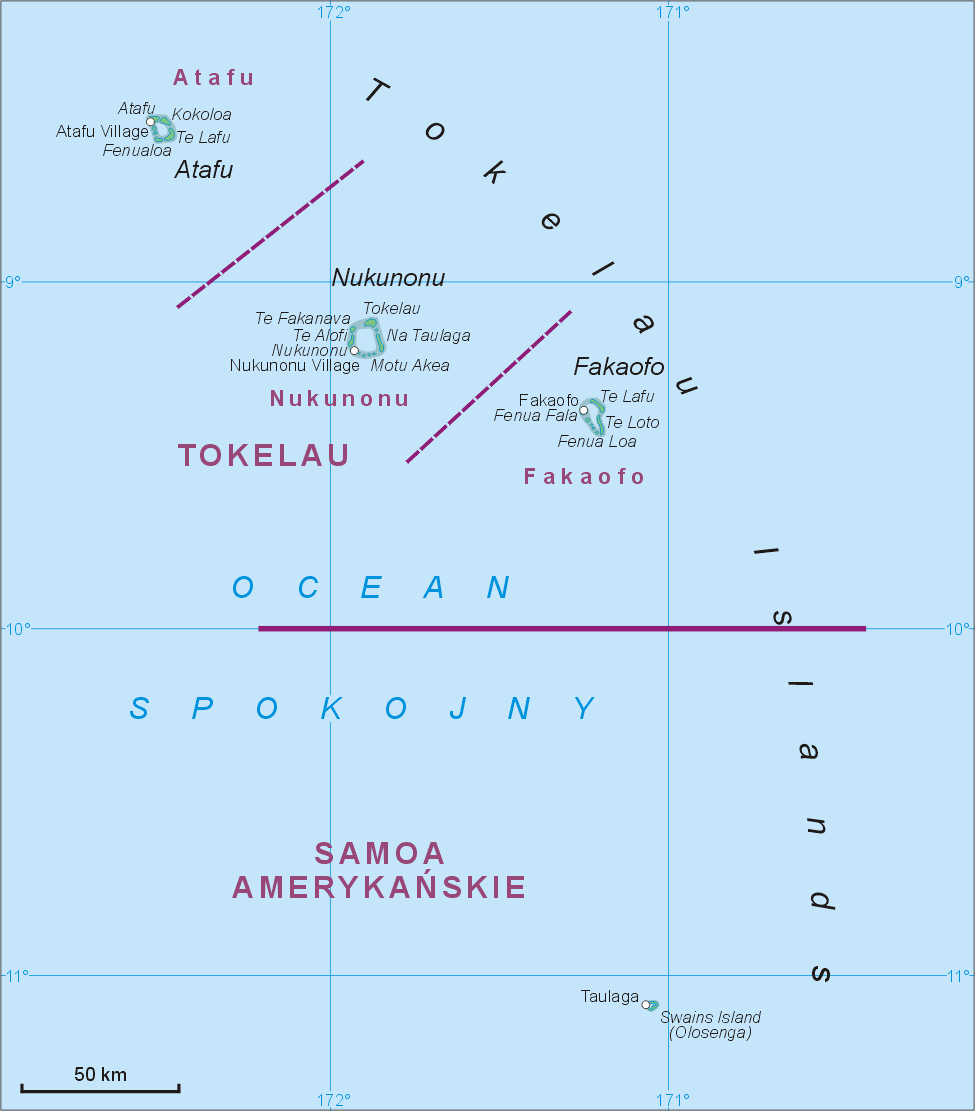
Карта Токелау.

Токелау не имеет городов. Представляет собой три небольших острова, расположенных в Тихом океане к северо-востоку от Самоа. Является зависимой территорией, входящей в Королевство Новой Зеландии. На Токелау насчитывается всего 5 населённых пунктов, самым крупным является Атафу.

## Список
| Населённые пункты Токелау | Населённые пункты Токелау | Населённые пункты Токелау | Населённые пункты Токелау |
| Номер                     | Название                  | Название (англ.)          | Население                 |
| ------------------------- | ------------------------- | ------------------------- | ------------------------- |
| 1.                        | Атафу                     | Atafu Village             | 500                       |
| 2.                        | Нукунону                  | Nukunonu                  | 420                       |
| 3.                        | Факаофо                   | Fakaofo                   | 310                       |
| 4.                        | Фале                      | Fale                      | 120                       |
| 5.                        | Мотухага                  | Motuhaga                  | -                         |